# Lauren Beukes
Lauren Beukes (Johannesburg, Dél-afrikai Köztársaság, 1976. június 5. –) dél-afrikai író, újságíró és forgatókönyvíró. Jelenleg Fokvárosban él férjével és a kislányával.
Beukes a spekulatív fikció témáiban szokott alkotni. Legismertebb műve a Magyarországon is megjelent Zoo City, melyért 2011-ben kapta meg az Arthur C. Clarke-díjat, a Kitschies Red Tentacle-díját, és nevezték a BSFA-díjra, World Fantasy díjra, a Johannesburgi Egyetem kreatív író-díjára, és több más díjra is.

## Regényei
Első elbeszélése egy ismeretterjesztő regény volt Maverick: Extraordinary Women From South Africa's Past (2005-ben adták ki) címmel, és jelölték a 2006-os Sunday Times Alan Paton-díjra.
Második regénye, a 2008-as Moxyland egy disztópikus cyberpunk regény volt, mely a Jacana Media kiadónál jelent meg.
A Zoo City 2010-ben került kiadásra, és sikerére való tekintettel már filmet is készülnek forgatni belőle.
Következő regénye, a Tündöklő lányok (The Shining Girls) 2013 májusában jelent meg. Ezt követte a szerző Broken Monsters (Torzók) című műve 2014-ben.
Novellái rengeteg antológiában megjelentek már. Ezek közé tartozik a Further Conflicts (NewCon Press, 2011), Pandemonium: Stories of the Apocalypse (Jurassic London, 2011), Home Away (Zebra, 2010), Touch: Stories of Contact (Zebra, 2009), Open: Erotic Stories from South African Women Writers (Oshun, 2008), FAB (Umuzi, 2007), African Road: New Writing from Southern Africa (New Africa Books, 2005), 180 Degrees: New Fiction By South African Women Writers (Oshun, 2006) és az Urban 03 (New Africa Books, 2005).

## Újságírói, forgatókönyv-, és képregényírói tevékenysége
Újságíróként cikkeit helyi és nemzetközi magazinok közölték le, mint például a The Hollywood Reporter, a Nature Medicine, a The Sunday Times Lifestyle, Marie Claire, ELLE, Cosmopolitan, Colors és az SL Magazine. 2007-ben és 2008-ban elnyerte a fokvárosi Vodacom Journalist of the Year-díjat.
Forgatókönyvíróként ő a Clockwork Zoo nevű cég vezető írója, aki részt vett az első dél-afrikai animációs rajzfilmsorozat, az URBO: The Adventures of Pax Afrika készítésében. Írt tizenkét epizódot a Disney Playhouse Showban látható Florrie’s Dragonshoz és a Mouk című francia rajzfilmsorozathoz. Ezen kívül több egyéb animációs és élőszereplős produkcióban is segédkezett már. Egy képregényt is írt, All The Pretty Poniest a Strange Adventures első számában, és közreműködik még az Eisner-díjas Fabulák sorozat spin-offjában is.

## Magyarul
- Zoo city; ford. Körmendi Ágnes; Ad Astra, Bp., 2012
- Moxyland; ford. Körmendi Ágnes; Ad Astra, Bp., 2013
- Tündöklő lányok; ford. Körmendi Ágnes; Gabo, Bp., 2014
- Torzók; ford. Novák Gábor; Gabo, Bp., 2016